# Reinhard Demoll
Reinhard Demoll, född 3 december 1882 i Kenzingen, Tyskland, död 25 mars 1960 i München, var en tysk zoolog, som var professor vid Tekniska högskolan i Karlsruhe och senare vid veterinärfakulteten vid universitetet i München. Han var även direktör för biologiska försöksanstalten och för institutet för insjöforskning i Langenargen vid Bodensjön. Han har i sina arbeten behandlat sinnesorganen hos evertebrater och fiskars biologi.

## Biografi
Demoll gick på läroverket i Konstanz. Efter att ha tagit gymnasieexamen studerade han medicin och zoologi vid Albert-Ludwigs-Universität Freiburg. År 1907 doktorerade han där under handledning av August Weismann. Han blev sedan forskningsassistent till Johann Wilhelm Spengel vid Zoologischen Institut vid Universitetet i Giessen. Redan 1908 habiliterade han i Giessen i zoologi.

## Karriär
År 1914 utnämndes han till professor i skogszoologi vid Tekniska universitetet i Karlsruhe. År 1918 utnämndes han till fakulteten för veterinärmedicin vid universitetet i München, där han blev professor i zoologi och fiskvetenskap. Samtidigt blev han ordförande för Hofer Institut Wielenbach, Teichwirtschaftliche Versuchsanstalt. På hans initiativ grundades Institut für Seenforschung und Seenbewirtschaftung Langenargen 1918 och togs i drift 1920.
År 1920 utnämndes han till geheimeråd för sina tjänster. Han valdes till dekanus vid universitetets fakultet för veterinärmedicin flera gånger. Hans goda akademiska rykte återspeglas också i det faktum att han valdes till rektor för universitetet under läsåret 1931/32. År 1933 disputerade Maria Gräfin von Maltzan, som senare blev motståndskämpe, under hans handledning på en avhandling om karpens näringsbiologi och fysiologi. Läsåret 1934/35 var han också styrelseordförande för Studentenwerk München och som kommittéledamot för Gemeinsamen akademischen Instituts der Universität und der Technischen Hochschule für Leibesübungen.
Efter andra världskriget spelade Demoll en nyckelroll i återuppbyggnaden av de bayerska universiteten som universitetskonsult vid bayerska statens utbildnings- och kulturministerium. Efter omorganiseringen av Reichsverband der Deutschen Fischerei 1949 till Deutscher Fischerei-Verband e.V., ledde Demoll föreningen som den sjätte presidenten från 1949 till sin död 1960. Han var också hedersordförande för Bayerischen Fischereiverbandes. Slutligen var han väsentligt involverad i grundandet av Vereinigung Deutscher Gewässerschutz och Gesellschaft für Ernährungsbiologie. Han betonade upprepade gånger behovet av en gemensam hänsyn till fiskeribiologi, dammhantering och avloppsbiologi. En särskilt angelägenhet för honom var kombinationen av teoretisk och tillämpad limnologi. 

## Vetenskapligt arbete
Under sitt aktiva liv publicerade Demoll över 100 vetenskapliga artiklar i facktidskrifter, monografier och antologier. Förutom arbete med sensorisk fysiologi, andning, fåglars och insekters flygning, var hans forskning inriktad på fiskeribiologi, dammhantering och hydrobiologiska frågor. Hans studier om dammbefruktning kunde ge ny drivkraft åt dammhanteringen. Han utvecklade också målmedvetet metoderna för karpuppfödning. Hans praktiska arbete med öringodling främjade laxuppfödning i dammar och han undersökte också sambanden mellan fiskens hälsotillstånd och dess parasitangrepp. Med sina arbeten om rening av avloppsvatten satte han nya markeringar i miljöskyddet.